# Cataxia dietrichae
Cataxia dietrichae là một loài nhện trong họ Idiopidae.
Loài này thuộc chi Cataxia. Cataxia dietrichae được Barbara York Main miêu tả năm 1985.